# Xã Summit, Quận Somerset, Pennsylvania
Xã Summit (tiếng Anh: Summit Township) là một xã thuộc quận Somerset, tiểu bang Pennsylvania, Hoa Kỳ. Năm 2010, dân số của xã này là 2.271 người.